# Comté d'Esmeralda
Pour les articles homonymes, voir Esmeralda.
Le comté d'Esmeralda, en anglais : Esmeralda County, est un comté situé dans l'État du Nevada, aux États-Unis. Son siège est la communauté non incorporée de Goldfield. Selon le recensement des États-Unis de 2020, la population du comté est de 729 habitants.

## Géographie
La superficie du comté est de 9 295 km2, dont 9 294 km2 est de terre. Le pic Boundary, le plus haut sommet de l'État (4 007 m), se trouve dans le comté.

### Comtés adjacents
- Comté de Mineral (nord-ouest)
- Comté de Nye (est)
- Comté d'Inyo, Californie (sud)
- Comté de Mono, Californie (ouest)

## Démographie
| Groupe            | Comté d'Esmeralda | Nevada | États-Unis |
| ----------------- | ----------------- | ------ | ---------- |
| Blancs            | 84,4              | 66,2   | 72,4       |
| Autres            | 6,6               | 20,7   | 19,0       |
| Métis             | 4,3               | 4,7    | 2,9        |
| Amérindiens       | 4,2               | 1,2    | 0,9        |
| Asiatiques        | 0,4               | 7,2    | 4,8        |
| Total             | 100               | 100    | 100        |
| Latino-Américains | 15,3              | 26,5   | 16,7       |

Selon l'American Community Survey, en 2010, 86,20 % de la population âgée de plus de 5 ans déclare parler l'anglais à la maison, 10,06 % l'espagnol, 3,27 % le russe et 0,47 % l'italien.